# 5つ子はティーンエイジャー
『5つ子はティーンエイジャー』（Quintuplets）は、FOXチャンネルで放送された海外ドラマである。

## キャスト
- ボブ・チェイス：アンディ・リクター
- キャロル・チェイス：レベッカ・クレスコフ
- パットン・チェイス：ライアン・ピンクストン
- ピアース・チェイス：ジョニー・ルイス
- パーカー・チェイス：ジェイク・マクドーマン
- ページ・チェイス：サラ・ライト
- ペニー・チェイス：エイプリル・マトソン

## エピソード
1. 心をひとつに
2. 感染警報!
3. チアボーイの大“珍”事
4. 携帯電話争奪戦!
5. 打倒！ ヘルバーグ家の五つ子
6. アルバイト大作戦
7. Shall We スイング?
8. 五つ子版・ロミオとジュリエット
9. 愛しのアレイナ
10. 五つ子の大発明
11. 五つ子大会は大混乱!
12. パパはロックンローラー
13. パパは腕利きセールスマン
14. カナダでオッパイ見物
15. パットンの個人授業
16. 恐怖の感謝祭
17. 5つ子のデート事情
18. メリー5つ子マス
19. チェイス家、テレビに出る
20. パパはダンサー?
21. 笑ってよくないとも!
22. 必殺! ココナツ割り